# Arthur Schopenhauer
Arthur Schopenhauer (Gdanjsk, 22. veljače 1788. – Frankfurt n/M, 21. rujna 1860.), njemački filozof, autor djela Svijet kao volja i predodžba, smatra se utemeljiteljem metafizičkog pesimizma. U umjetnosti vidi jedini spas od bezrazložnog svijeta.

## Životopis
Arthur Schopenhauer rođen je 1788. u imućnoj trgovačkoj obitelji.

Obrazovao se u rodnom Gdanjsku i Hamburgu, a poduzeo je i brojna studijska putovanja: od 1797. do 1799. boravio je u Francuskoj, u Le Havreu, a između 1803. i 1804. boravio je u Nizozemskoj, Švicarskoj, Austriji, te u Francuskoj i Engleskoj.

Nakon smrti oca, 1805. godine preselio se u Weimar, gdje ga je majka, spisateljica, uvela u književne krugove u kojima su se kretali i Wieland i Goethe. No kako Schopenhauer nije cijenio ni mondeni život, ni majčino ponašanje, koje je smatrao nemoralnim, u weimarskom je periodu vodio samotan život, posvećujući se proučavanju grčkih i rimskih klasika, ali i indijske filozofije.

Godine 1809. na sveučilištu u Göttingenu slušao je predavanja skeptika Gottloba Ernsta Schulzea, a na berlinskom je sveučilištu – na koje je ušao 1811. – pohađao predavanja Schleiermachera i Fichtea.

Godine 1813. u Jeni je obranio disertaciju iz filozofije O načelu razloga (Über die vierfache Wurzel des Satzes vom zureichenden Grunde), koja je iste godine i objavljena. Godine 1816. izašlo je prvo izdanje rasprave Über das Sehen und die Farben (O vidu i bojama), koja se nadovezuje na Goetheove znantvene teorije. Svoje je najvažnije djelo, Die Welt als Wille und Vorstellung (Svijet kao volja i predodžba) Schopenhauer pisao od 1814. do 1818., a objavio godinu dana kasnije. Ondašnja je kritika to djelo primila veoma hladno.

Godine 1820. Schopenhauer je počeo predavati u Berlinu. Njegova su predavanja (koja je namjerno držao u isto vrijeme kada i Hegel) imala slab odjek, tako da se ondje zadržao tek jedan semestar. Napustio je Berlin i nastavio putovati (Švicarska, Italija, Njemačka), da bi se 1825. vratio i nastavio predavati. Epidemija kolere (1831.) navela ga je da definitivno napusti akademsku karijeru.

Godine 1833. nastanio se u Frankfurtu i ondje proveo ostatak života. Nastavio je objavljivati: 1836. izašlo mu je djelo Über den Willen in der Natur (O volji u prirodi); slijedila su dva ogleda iz etike, Über die Freiheit des menschlichen Willens (O slobodi ljudske volje, 1839) i Über das Fundament der Moral (O temelju morala, 1840), koji će 1841. biti objedinjeni u knjizi pod naslovom Die beiden Grundprobleme der Ethik (Dva temeljna problema etike).

Tek je izdavanjem Parerga und Paralipomena (1851), raznorodnih spisa iz filozofije, književnosti, prava, pisanih briljantnim i pristupačnim stilom, Schopenhauer pridobio naklonost publike i kritike, kako u Njemačkoj tako i u inozemstvu, naročito Francuskoj i Engleskoj.

Godine 1860. Schopenhauerovo se zdravlje naglo pogoršalo te je umro u 72. godini života.

## Volja
Schopenhauer je smatrao da je bit čovjeka u intuiciji koja se ispoljava kao volja. Volja je bit svijeta i ona je organske i neorganske prirode. Volja sve pokreće, ona je gospodar, a intelekt sluga, a to je Schopenhauer obrazložio time što je rekao da ono što proturječi srcu ne ulazi u glavu. Pojavne stvari su zakonite, volja ne podliježe zakonu - ona je slijepi nagon. Volja nastaje iz nedostatka i ona nikada ne može biti potpuno zadovoljena, pa je bol neminovna. 
Ovaj njemački filozof je tvrdio da kada ostvarimo neku težnju osjećamo dosadu. Tako je čovjekov život samo smjena boli i dosade. Povijest čovječanstva je besciljno lutanje i nema napretka. Schopenhauer vidi jedini izlaz u askezi, odricanju od života i utapanjem u nirvanu. Još jedan način oslobađanja od boli je u bezinteresnom doživljaju umjetnosti. (u svemu tome je vidljiv uticaj filozofije Indije)

## Schopenhauer i žene
Schopenhauer je poznat po svom eseju Über die Weiber (O ženama), u kojem je izrazio svoje neslaganje sa, tzv. "teutonsko-krišćanskim" odnosom prema ženama. On je tvrdio da je " ženina priroda da služi", i protivio se Schillerovoj poemi u čast ženama, Würde der Frauen (Dostojanstvo žena). Međutim, esej daje dva komplimenta i to: "žene su razboritije u svom sudu od muškaraca" i da su suosjećajnije prema patnjama drugih. Ovo posljednje je protumačeno kao slabost, a ne kao vrlina.   
U Schopenhauerovoj zbirci eseja i fragmenata objavljenoj 1851. godine pod imenom «Pererga i Paralipomena» možemo tako naći njegove tvrdnje kako «već pogled na ženski stas govori da žena nije određena niti za velika duhovna, niti za velika tjelesna djela». S obzirom na to da žene imaju samo preduvjete za vrlinu poput suosjećanja, ali nemaju osobine poput pravednosti, poštenja i savjesnosti (koji da su osobeni jedino muškarcima), izlaže Schopenhauer svoj «kolosalni» zaključak: «Stoga je jedna posve iskrena, neprijetvorna žena vjerojatno nemoguća.» (PP, 672). On također drži da žene nemaju pravi smisao za lijepo, a ako se bave glazbom, poezijom ili lijepim vještinama, da se radi o običnom «majmunisanju i koketeriji», s ciljem da se drugima svide. (PP, 674). Konačni bi njegov zaključak bio: «One su sexus sequior, u svakom pogledu zaostali drugi spol, prema čijim slabostima treba imati obzira, ali je iskazivanje strahopoštovanja prema njemu smiješno preko svake mjere i unižava nas u njihovim očima.» (PP, 676). Schopenhauerov odnos prema ženama karakterističan je za njegovo doba, naime njihovu "prevlast", te starofrancusku galanteriju i bljutavu veneraciju žena uzima kao znak propadanja modernog društva, čemu suprotstavlja kao ispravan pogled na žene, njihov društveni status i ulogu, kod starih (pretkršćanskih) i orijentalnih naroda (PP, 676). Navodi da: "Prava europska dama je biće koje uopće ne bi trebalo egzistirati; trebali bi postojati domaćice i djevojke koje se nadaju da će to postati, pa se stoga ne odgajaju za aroganciju, nego za domaćinstvo i podređenost." (PP 676). Smatra da bi trebalo ozakoniti poligamiju, jer da zbog ograničavanja ženidbe na samo jednu ženu, veliki broj žena ostaje neudan, te se mnoge zbog toga odaju i prostituciji. (PP 677 - 678). Izgleda da je Schopenhauerov odnos prema ženama bio plod odnosa prema majci Johanni, koja je upravo bila "prava europska dama" - bogata i ugledna udovica, te uspješna spisateljica. Schopenhauer, međutim, smatra svoje stavove o ženama logičnim produktom svojih filozofskih teorija.

## Relevantni članci
- Moderna filozofija
- Pesimizam

## Vanjske poveznice
- Fresian.com (engl.)
- Stanford Encyclopedia of Philosophy (engl.)
- Carleton.ca  Arhivirana inačica izvorne stranice od 6. ožujka 2005. (Wayback Machine) (engl.)  O Schopenhauerovom utjecaju na Freuda i filozofiju
- Arthur Schopenhauer - izreke, citati, misli...  Arhivirana inačica izvorne stranice od 3. svibnja 2014. (Wayback Machine)